# Guhe (socken i Kina, Guangxi)
Guhe (kinesiska: 古河乡, 古河) är en socken i Kina. Den ligger i den autonoma regionen Guangxi, i den södra delen av landet, omkring 130 kilometer nordväst om regionhuvudstaden Nanning. Antalet invånare är 5147. Befolkningen består av 2 572 kvinnor och 2 575 män. Barn under 15 år utgör 21,0 %, vuxna 15-64 år 64 %, och äldre över 65 år 14,0 %.
Genomsnittlig årsnederbörd är 1 708 millimeter. Den regnigaste månaden är juni, med i genomsnitt 335 mm nederbörd, och den torraste är februari, med 31 mm nederbörd.